# 李津 (嗣舒王)
李津（?—?），唐朝宗室，唐高祖的曾孙，舒王李元名的孙子，豫章郡王李亶的儿子。
载初元年七月（690年8月17日），李亶被酷吏丘神勣害死。唐中宗神龙初年，唐中宗封李津为嗣舒王。景龙四年（710年），加银青光禄大夫。开元年间，官至左威卫将军，之后去世。其子李适嗣爵，两唐书本传以李万为李津的儿子， 《新唐书宗室世系表》以李万为他的孙子。李津的第二女李倕，字淑娴，2002年8月，她的墓葬在西安理工大学曲江新校区施工区域内发掘出土。